# Silnice 334 (Izrael)
Silnice 334 (hebrejsky כביש 334‎, Kviš 334) je regionální silnice v západním Negevu, která spojuje silnici 293 na křižovatce Sde Cvi se silnicí 232 na křižovatce Dorot u Sderotu. Je dlouhá 17 km. Silnice je také známá jako Derech erec habetironim. V blízkosti silnice se nachází vádí Nachal Šikma.

## Trasa silnice
| Kilometr                      | Název                | Značení | Lokalita | Křižení                |
| ----------------------------- | -------------------- | ------- | -------- | ---------------------- |
| Silnice 334 (z jihu na sever) |                      |         |          |                        |
| 0                             | křižovatka Sde Cvi   |         | Sde Cvi  | silnice 293            |
| 7,5                           | křižovatka bez názvu |         | Ruchama  | vjezd do Ruchamy       |
| 12                            | křižovatka bez názvu |         | Dorot    | vjezd do Dorot         |
| 13,5                          | křižovatka bez názvu |         | Dorot    | vjezd do Chavat Šikmim |
| 17                            | křižovatka Dorot     |         | Sderot   | silnice 232            |